# 罗布桑巴尔丹
罗布桑巴尔丹（转写：Luvsanbaldan；？—？）蒙古族，籍贯不详，外蒙古喇嘛，曾任大蒙古国财政衙门长。

## 生平
1915年7月，第一任财政大臣察克都尔扎布逝世。喇嘛罗布桑巴尔丹贝子于同年被任命为财政衙门长（1915年6月9日外蒙古取消独立，改行自治后，大臣改为衙门长，内阁总理由五部衙门长之一兼充），并被晋封为公爵。选择一位喇嘛担任财政部门的首长显示了僧侣在世俗事务方面的影响力加强。罗布桑巴尔丹任该职务直至1919年11月。